# 普通教育證書獎學金級考試
普通教育證書獎學金級考試（英語：Scholarship level，一般稱為“S-level”），是過去普通教育高级程度证书（“A-level”）應考者可加修的額外考試，一般只有最優秀的學生會報考。“S-level”的成績可用於報考大學，但實際上只有報考牛劍的學生才需要它。成績分為「優異」（1級）、「良好」（2級）及「不予評分」（U級）。

## 歷史
英國教育部過往有400個國家獎學金名額，按A-level及S-level的成績來決定得主。此外，地方政府發放獎學金時，亦會考慮S-level的成績。故此，學生一般會在中六決定是否選讀S-level作為大學申請的一部分。
1960年前，考生會獲知自己的分數。舉例來說，考生必須在A-level的純粹數學科或應用數學科取得75分（即A級成績）或更高時，他們的S級高等數學考試卷才會被評改。分數以常模參照來決定。一般在十題的試卷中完成2-3題已可獲得「優異級」。考試的滿分是90分。
雖然S-level與A-level是獨立的考試，但一般考生並不會單獨應考S-level。通常只有預期自己能在同一科的A-level中取得A的考生才會一併應考S-level。S-level與A-level的考試範圍是相同的，但S-level的試題難上許多。S-level的題目是要測試考生處理陌生題種的能力，並要展示出穩固的邏輯推理。
國家獎學金制度後來於1962年廢除，獎學金級考試亦更名為「特別級」（Special）考試。1963年後，教育部依照中學考試委員會的建議，只容許考生一次應考兩科S-level。2001年，S-level考試最後一次舉行，由高級程度延伸級獎勵考試及劍橋大學中六考試所取代。